# Walter Bochow
Walter Bochow (* 9. September 1889 in Leipzig; † wahrscheinlich zwischen Januar und März 1946 in Inta am Eismeer, Sowjetunion) war ein deutscher Journalist.

## Leben

### Tätigkeit als Journalist und Schriftsteller
Bochow lebte ab den 1920er-Jahren als Journalist in Berlin. 1924 heiratete er die Journalistin und Übersetzerin Hansi Blüthgen.
Er war Mitglied im Schutzverband deutscher Schriftsteller sowie im Reichsverband deutscher Schriftsteller. Im Jahr 1931 erschien sein Roman Hansgeorg erbt ein Wunder in vier Auflagen.

### Tätigkeit für von Papen (1932 bis 1934)
Ab 1932 arbeitete Bochow im politischen Sekretariat des Politikers Franz von Papen, von dem er gleichwohl nur eine geringe Meinung hatte. Ab 1933 war Bochow im Büro des Stellvertreters des Reichskanzlers tätig, dem Papen als stellvertretender Regierungschef der im Januar 1933 gebildeten Regierung Hitler vorstand. Da er nachweislich spätestens 1938 als V-Mann im Dienst des Sicherheitsdienstes (SD) der SS tätig war, wird in der Literatur teilweise vermutet, dass er auch 1934 bereits im Dienst des Parteigeheimdienstes stand. In diesem Fall könnte er die SS mit Interna aus dem Umfeld Papens versorgt und insbesondere über die Umsturzpläne einiger konservativer Mitarbeiter Papens informiert haben. Diese Vermutungen werden durch spätere Nachforschungen des Historikers Lutz Hachmeister untermauert. Unabhängig davon, ob diese Verdächtigungen zutreffen, konnte sich Bochow der Festnahme durch die SS während der Besetzung der Vizekanzlei am 30. Juni 1934 entziehen, weil ihm als Besucher gestattet wurde, das Gebäude zu verlassen.

### Tätigkeit in Wien (1934 bis 1938)
In den folgenden dreieinhalb Jahren – von August 1934 bis Frühjahr 1938 – arbeitete Bochow als Journalist im Wiener Büro der britischen Tageszeitung Daily Express. Zugleich übernahm er als freier Mitarbeiter die Aufgabe eines Presseagenten für seinen früheren Kollegen Wilhelm von Ketteler, ein ehemaliger enger Mitarbeiter von Papens in der Vizekanzlei, der nun als Attaché an der deutschen Botschaft in Wien ebenfalls unter Franz von Papen tätig war, welcher zu dieser Zeit das Amt des deutschen Botschafters in Österreich bekleidete. Papen war nach den Ereignissen vom 30. Juni als Vizekanzler zurückgetreten und von Adolf Hitler als Diplomat in den Alpenstaat entsandt worden. Die Funktion als Spitzel des SD behielt Bochow anscheinend bei. Über ihn war der SD über die anhaltende Gegnerschaft Kettelers gegenüber dem NS-System unterrichtet und Reinhard Heydrich soll von ihm erfahren haben, dass Ketteler versuchte, der deutschen Österreichpolitik aus seiner vermeintlich sicheren Stellung an der Wiener Botschaft heraus entgegenzuwirken, und zuletzt sogar Attentatspläne gegen Hitler vorbereitete. Als Ketteler unmittelbar nach dem Anschluss Österreichs an das nationalsozialistische Deutsche Reich im März 1938 ermordet wurde, kam unter den näher involvierten Zeitzeugen beinahe unmittelbar der Verdacht auf, dass Bochow derjenige gewesen sein musste, der Ketteler an den SD verraten hatte.

### Tätigkeit in Berlin
Bochow erhielt nach der Ermordung Kettelers eine Anstellung beim Deutschen Nachrichtenbüro in Berlin, das eng mit dem Reichsministerium für Volksaufklärung und Propaganda verbunden war. Zudem sollte er Mitarbeiter des Reichssicherheitshauptamtes werden. Bald nach dem Ende des NS-Regimes wurde er am 12. Juni 1945 auf dem Polizeirevier in Berlin-Zehlendorf verhaftet und schließlich durch ein sowjetisches Militärtribunal zum Tode verurteilt. Danach wurde er kurzzeitig im Spezialgefängnis Nr. 7 in Frankfurt an der Oder festgehalten und wahrscheinlich nach Inta oder Brest überführt. Laut Andreas Weigelt ist die Urteilsvollstreckung nicht gesichert.

## Ehe und Familie
Bochow heiratete am 6. April 1926 in Leipzig Hansi Bochow-Blüthgen. Aus der Ehe gingen die Söhne Dieter Otto Wighard Bochow (* 3. Juli 1927) und Klaus-Peter Bochow (1. November 1925) hervor.

## Werke
- Hansgeorg erbt ein Wunder. Ernst Oldenburg Verlag, Leipzig 1931 (4. Aufl.).